# Hoge Dwarsvaart
De Hoge Dwarsvaart is een kanaal in de Nederlandse provincie Flevoland, tussen de Hoge Vaart en het Veluwemeer.
Vanaf de Hoge Vaart loopt de dwarsvaart door het Harderbos in zuidelijke richting naar het Gemaal Lovink en de schutsluis De Blauwe Dromer (ook wel Lovinksluis genoemd).
In het Harderbos zijn bij het kanaal bevers en (sporen van) otters waargenomen.
Het waterpeil van de vaart is ruim 5 meter beneden dat van het Veluwemeer (verschil in streefpeil: 5,20 m).
Het kanaal vormt de grens tussen de gemeente Dronten (woonplaats Biddinghuizen) en de gemeente Zeewolde.